# الگوی کارخانه انتزاعی
الگوی کارخانه انتزاعی، در الگوهای نرم‌افزاری روشی برای جمع‌بندی گروهی از کارخانه‌های مجازی است که ساختار مشابهی دارند ولی از کلاس‌های مختلفی تشکیل شده‌اند .
به طور مثال کلاس کتابخانه انتزاعی DocumentCreator که رابطی برای ساخت تعدادی از کتابخانه‌ها (ازجمله createLetter و createResume) را فراهم می‌کند. این سامانه می‌تواند به هر تعداد از نسخه‌های کتابخانه‌های مشتق شده از کلاس DocumentCreator را داشته باشد. مثل FancyDocumentCreator یا ModernDocumentCreator هر کدام با یک پیاده‌سازی متفاوت از createLetter و createResume شی‌های مربوط را تولید کنند. و هر کدام از یک کلاس انتزاعی ثابتی مانند Letter یا Resume ساخته می‌شوند. برنامه زیرشاخه یک ساخته از DocumentCreator را دریافت می‌کند که به آن کارخانه انتزاعی گفته می‌شود. اشیاء ساخته شده همگی توسط یک DocumentCreator ساخته می‌شوند و ساختار مشابهی خواهند داشت. برنامه زیرشاخه تنها نیاز است بداند که چگونه یک کلاس از نوع Letter یا Resume را که از کارخانه می‌گیرد استفاده کند.
کارخانه محل کلاس‌های متشابه داخل کد که اشیاء از آنها ساخته می‌شوند می‌باشد. هدف پیاده‌سازی الگو جداسازی ساخت اشیاء از استفاده‎ آنها و ساخت خانواده‌هایی از اشیاء مرتبط بدون نیاز به وابستگی به نوع کلاس آن‌هاست.
استفاده از این الگو تغییر پیاده‌سازی‌های متفاوت را بدون تغییر برنامه‌هایی که از این پیاده‌سازی‌ها استفاده می‌کنند را ممکن کرده است. هرچند، استفاده از این الگو، مانند الگوهای متشابه، ممکن است باعث پیچیدگی و کار اضافه در نوشتن کد اولیه شود. همچنین جداسازی و انتزاعی کردن در سطح‌های بالا ممکن است موجب امکان اشکال‌زدایی و مراقبت از سامانه‌ها را سخت‌تر بکند.
به طور کلی الگوی Abstract Factory برای ساخت برنامه‌های قابل توسعه و قابل تغییر مفید است. این الگو به برنامه‌نویسان امکان می‌دهد تا برنامه‌های پیچیده را با استفاده از شی‌های ساختاری ساده‌تر و با استفاده از استانداردهای مشترک طراحی کنند.
برای مثال، فرض کنید که یک برنامه نیاز به ساخت شی‌های گوناگونی دارد که هر کدام نیاز به پردازش‌های مختلفی دارند. با استفاده از الگوی Abstract Factory، می‌توان یک کلاس فابریک ایجاد کرد که برای هر نوع شی مورد نیاز، یک شی جدید ایجاد کند و پردازش‌های مختلف را برای آن‌ها انجام دهد. به عنوان مثال، یک الگوی Abstract Factory برای ساخت شی‌های گوناگونی می‌تواند به کار گرفته شود.

## تعریف
ماهیت کارخانه انتزاعی را می‌توان این طور تعریف کرد که "رابطی برای ساخت خانواده‌ای از اشیاء مرتبط یا وابسته بدون نیاز به مشخص کردن نوع کلاس آن‌ها.

## استفاده
کارخانه نوع شیءای که قرار است ساخته بشود را تعیین می‌کند. هرچند که تنها یک شیء از آن را بازمی‌گرداند.
این باعث جلوگیری از ساخت شیء توسط برنامه زیرشاخه می‌شود. برنامه زیر شاخه تنها از کارخانه می‌خواهد تا یک شیء از مدل خواسته شده را برای آن بسازد.
از آنجایی که کارخانه تنها یک نشانه‌گر به شیء ساخته شده را بازمی‌گرداند برنامه زیرشاخه نمی‌داند که این شیء از کدام کلاس ساخته شده است. پس نوع شی لازم نیست برای برنامه مشتری تعریف شود.
در کل این بدین معنی است که:
- مشتری هیچ دانشی دربارهٔ این که چه مدلی و چه روابطی در شیء به کار رفته است ندارد و تنها یک نسخه ساخته شده از کلاس انتزاعی دریافت می‌کند و تنها از طریق رابط انتزاعی با آن ارتباط دارد.[۵]
- اضافه کردن انواع جدید کلاس با تنظیم مشتری به استفاده از کارخانه دیگری انجام می‌شود و این بسیار راحت‌تر از آن است که علاوه بر آن‌که کلاس جدید برای مشتری تعریف شود، قسمت‌های مختلف کد مشتری برای سازگاری با کلاس جدید از نوع نوشته شود. اگر تمامی کارخانه‌ها در یک سینگلتون ذخیره شوند کافیست داخل کد از طریق سینگلتون به کارخانه مورد نظر دسترسی پیدا کنیم و این گونه استفاده از کارخانه‌ها بسیار آسان‌تر خواهد بود.[۵]

## ساختار

### نمودار کلاس‌ها
دستور createButton در رابط GUIFactory یک شی از نوع button دریافت می‌کند و ایده‌ای ندارد که چه پیاده‌سازی از GUIFactory دریافت کرده است.

## شبه کد
باید یک کلید در سیستم عامل‌های ویندوز یا مک ایجاد کند. دقت کنید که برنامه هیچ ایده‌ای ندارد که چه نوع GUIFactory و Buttonای به اون می‌دهند.
```
 method paint()
```

```
interface GUIFactory is
 method createButton()
 output: a button
```

```
class WinFactory implementing GUIFactory is
 method createButton() is
 output: a Windows button
 Return a new WinButton
```

```
class OSXFactory implementing GUIFactory is
 method createButton() is
 output: an OS X button
 Return a new OSXButton
```

```
class WinButton implementing Button is
 method paint() is
 Render a button in a Windows style
```

```
class OSXButton implementing Button is
 method paint() is
 Render a button in a Mac OS X style
```

```
class Application is
 constructor Application(factory) is
 input: the GUIFactory factory used to create buttons
 Button button := factory.createButton()
 button.paint()
```

```
Read the configuration file
If the OS specified in the configuration file is Windows, then
 Construct a WinFactory
 Construct an Application with WinFactory
else
 Construct an OSXFactory
 Construct an Application with OSXFactory
```

## C# مثال
```
interface
 
IButton

{

    
void
 
Paint
();

}

interface
 
IGUIFactory

{

    
IButton
 
CreateButton
();

}

class
 
WinFactory
 
:
 
IGUIFactory

{

    
public
 
IButton
 
CreateButton
()

    
{

        
return
 
new
 
WinButton
();

    
}

}

class
 
OSXFactory
 
:
 
IGUIFactory

{

    
public
 
IButton
 
CreateButton
()

    
{

        
return
 
new
 
OSXButton
();

    
}

}

class
 
WinButton
 
:
 
IButton

{

    
public
 
void
 
Paint
()

    
{

        
//Render a button in a Windows style

    
}

}

class
 
OSXButton
 
:
 
IButton

{

    
public
 
void
 
Paint
()

    
{

        
//Render a button in a Mac OS X style

    
}

}

class
 
Program

{

    
static
 
void
 
Main
()

    
{

        
var
 
appearance
 
=
 
Settings
.
Appearance
;

        
IGUIFactory
 
factory
;

        
switch
 
(
appearance
)

        
{

            
case
 
Appearance
.
Win
:

                
factory
 
=
 
new
 
WinFactory
();

                
break
;

            
case
 
Appearance
.
OSX
:

                
factory
 
=
 
new
 
OSXFactory
();

                
break
;

            
default
:

                
throw
 
new
 
System
.
NotImplementedException
();

        
}

        
var
 
button
 
=
 
factory
.
CreateButton
();

        
button
.
Paint
();

    
}

}

```

## PHP مثال
```
interface
 
ButtonInterface

{

    
public
 
function
 
Paint
();

}

interface
 
GUIFactoryInterface

{

    
public
 
function
 
CreateButton
();

}

class
 
WinFactory
 
implements
 
GUIFactoryInterface

{

    
public
 
function
 
CreateButton
()

    
{

        
return
 
new
 
WinButton
();

    
}

}

class
 
OSXFactory
 
implements
 
GUIFactoryInterface

{

    
public
 
function
 
CreateButton
()

    
{

        
return
 
new
 
OSXButton
();

    
}

}

class
 
WinButton
 
implements
 
ButtonInterface

{

    
public
 
function
 
Paint
()

    
{

        
echo
 
"Windows Button"
;

    
}

}

class
 
OSXButton
 
implements
 
ButtonInterface

{

    
public
 
function
 
Paint
()

    
{

        
echo
 
"OSX Button"
;

    
}

}

$appearance
 
=
 
"osx"
;

$factory
 
=
 
NULL
;

switch
 
(
$appearance
)
 
{

    
case
 
"win"
:

        
$factory
 
=
 
new
 
WinFactory
();

        
break
;

    
case
 
"osx"
:

        
$factory
 
=
 
new
 
OSXFactory
();

        
break
;

    
default
:

        
break
;

}

$button
 
=
 
$factory
->
CreateButton
();

$button
->
Paint
();

```

## Java مثال
```
public
 
interface
 
IButton
 
{

void
 
paint
();

}

public
 
interface
 
IGUIFactory
 
{

public
 
IButton
 
createButton
();

}

public
 
class
 
WinFactory
 
implements
 
IGUIFactory
 
{

@Override

public
 
IButton
 
createButton
()
 
{

return
 
new
 
WinButton
();

}

}

public
 
class
 
OSXFactory
 
implements
 
IGUIFactory
 
{

@Override

public
 
IButton
 
createButton
()
 
{

return
 
new
 
OSXButton
();

}

}

public
 
class
 
WinButton
 
implements
 
IButton
 
{

@Override

public
 
void
 
paint
()
 
{

System
.
out
.
println
(
"WinButton"
);

}

}

public
 
class
 
OSXButton
 
implements
 
IButton
 
{

@Override

public
 
void
 
paint
()
 
{

System
.
out
.
println
(
"OSX button"
);

}

}

public
 
class
 
Main
 
{

public
 
static
 
void
 
main
(
String
[]
 
args
)
 
throws
 
Exception
 
{

IGUIFactory
 
factory
 
=
 
null
;

String
 
appearance
 
=
 
randomAppearance
();
//current operating system

if
 
(
appearance
.
equals
(
"osx"
))
 
{

factory
 
=
 
new
 
OSXFactory
();

}
 
else
 
if
(
appearance
.
equals
(
"windows"
))
 
{

factory
 
=
 
new
 
WinFactory
();

}
 
else
 
{

throw
 
new
 
Exception
(
"No such operating system"
);

}

IButton
 
button
 
=
 
factory
.
createButton
();

button
.
paint
();

}

/**

 * This is just for the sake of testing this program, and doesn't have to do

 * with Abstract Factory pattern.

 * @return

 */

public
 
static
 
String
 
randomAppearance
()
 
{

String
[]
 
appearanceArr
 
=
 
new
 
String
[
3
]
;

appearanceArr
[
0
]
 
=
 
"osx"
;

appearanceArr
[
1
]
 
=
 
"windows"
;

appearanceArr
[
2
]
 
=
 
"error"
;

java
.
util
.
Random
 
rand
 
=
 
new
 
java
.
util
.
Random
();

int
 
randNum
 
=
 
rand
.
nextInt
(
3
);

return
 
appearanceArr
[
randNum
]
;

}

}

```

## مثال کریستال
```
abstract class Button
  abstract def paint
end

class LinuxButton <Button
  def paint
    "Render a button in a Linux style"
  end
end

class WindowsButton <Button
  def paint
    "Render a button in a Windows style"
  end
end

class MacOSButton <Button
  def paint
    "Render a button in a MacOS style"
  end
end

abstract class GUIFactory
  abstract def create_button : Button
end

class LinuxFactory <GUIFactory
  def create_button
    return LinuxButton.new
  end
end

class WindowsFactory <GUIFactory
  def create_button
    return WindowsButton.new
  end
end

class MacOSFactory <GUIFactory
  def create_button
    return MacOSButton.new
  end
end
# Run program
appearance = "linux"

case appearance
when "linux"
  factory = LinuxFactory.new
when "osx"
  factory = MacOSFactory.new
when "win"
  factory = WindowsFactory.new
end

if factory
  button = factory.create_button
  result = button.paint
  puts result
end

```